# 後藤聖良
後藤 聖良（ごとう せいら、1998年6月8日 - ）は、日本の女性アイドル、元ジュニアアイドルである。兵庫県出身。元バンビーナ所属。

## 概要
いもうとシスターズの元メンバーで関西1期生である。
2011年7月、同じ事務所の黒宮あや、黒宮れい、まりあと共にガールズバンド「BRATS」を結成。ギターを担当していたが、学業などの諸事情のため2014年に脱退。
2019年4月1日、いもうとシスターズの公式ブログにてバンビーナを退所することを発表した。
趣味はギター、ダーツ。特技はドッジボール。

## 作品

### 映像作品
- たっぷり 後藤聖良（2010年4月25日、アイマックス）
- 純真無垢 〜ホワイトレーベル〜（2010年6月25日、アイマックス）
- 純真無垢 〜ホワイトレーベル〜 Part2（2010年7月25日、アイマックス）
- いもうと目線 聖良とふたりっきり 目線そらすな、ボクの妹…（2010年8月10日、アイマックス）
- 純真無垢 〜ホワイトレーベル〜 Part3（2010年9月25日、アイマックス）
- いもうと目線 聖良とふたりっきり 目線そらすな、ボクの妹… Part2（2010年11月25日、アイマックス）
- たっぷり後藤聖良 Part2（2010年12月10日、アイマックス）
- 純真無垢 〜ホワイトレーベル〜 Part4（2011年2月10日、アイマックス）
- ニーハイコレクション 〜絶対領域〜（2011年4月10日、アイマックス）
- たっぷり後藤聖良 Part3（2011年7月10日、アイマックス）
- しまコレ 〜しましまコレクション（2011年10月10日、アイマックス）
- 純真無垢 〜ホワイトレーベル〜 Part5（2012年1月25日、アイマックス）
- 純真無垢 〜ホワイトレーベル〜 Part6（2012年5月25日、アイマックス）
- 夏少女 後藤聖良（2012年8月25日、アイマックス）
- 天真爛漫 後藤聖良（2012年11月10日、アイマックス）
- ニーハイコレクション 〜絶対領域〜 Part2（2013年2月10日、アイマックス）
- いもうと目線 聖良とふたりっきり 目線そらすな、ボクの妹… Part3（2013年3月10日、アイマックス）
- ニーハイコレクション 〜絶対領域〜 Part3（2013年4月25日、アイマックス）
- 天真爛漫 Part2 後藤聖良（2013年6月10日、アイマックス）
- せいら日和（2013年8月10日、アイマックス）
- いもうと目線 聖良とふたりっきり 目線そらすな、ボクの妹… Part4（2013年8月25日、アイマックス）
- 夏少女 Part2 後藤聖良（2013年10月10日、アイマックス）
- 天真爛漫 Part3 後藤聖良（2013年12月20日、アイマックス）
- ギュってして（2014年9月25日、ウーノ）

### 雑誌
- 週刊プレイボーイ（集英社）
- KERA（インデックス・コミュニケーションズ）
- JSガール（三栄書房）